# Philipp Joseph Kraus
Philipp Joseph Krauss (auch: Kraus; * 10. November 1789 in Bamberg; † 16. Januar 1864 ebenda) war ein deutscher Maler, Radierer, Lithograph und Zeichenlehrer.

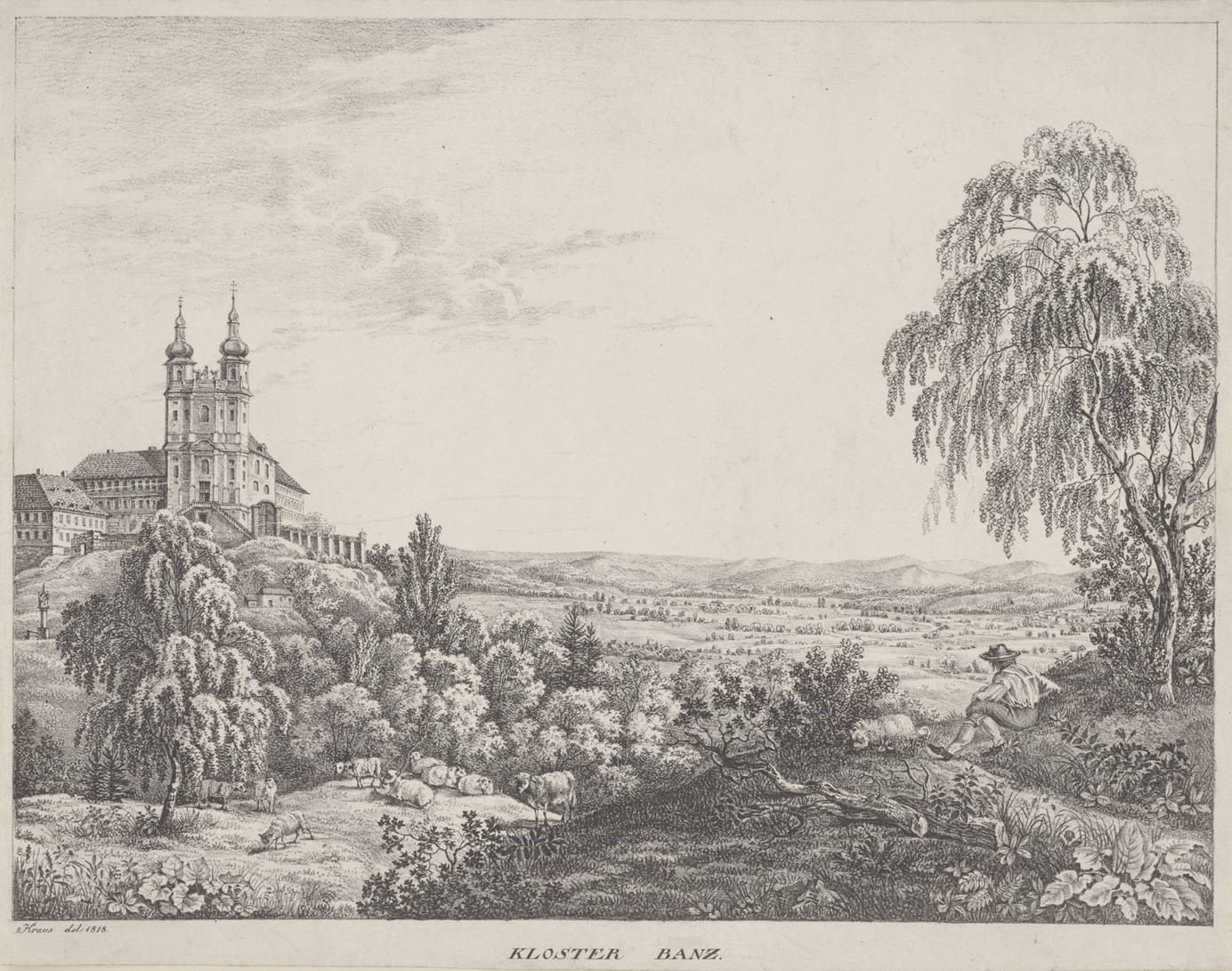
Kloster Banz

## Leben
Krauss erhielt den ersten Kunstunterricht an der Bamberger Zeichnungsanstalt und war von 1807 bis 1809 an der Porzellanmanufaktur Gotha als Schmelzmaler tätig. Er besuchte Dresden, Prag und Wien, um sich an den Kunstschätzen dieser Städte fortzubilden. Ab 1810 war er als Maler von Porträtminiaturen in Würzburg tätig, wechselte 1811 aber an die Akademie in München, wo er sich in der Zeichenklasse einschrieb. Ab 1813 arbeitete er als Graveur am königlichen Steuerkatasterbüro, um seinen Lebensunterhalt zu verdienen. 1818 wurde er Zeichenlehrer am Königlichen Erziehungsinstitut unter Benedict von Holland, wo er bis 1826 beschäftigt war. Nach einer vorübergehenden Lehrstelle am Fellenbergschen Institut in Bern, vor allem um die großartige Schweizer Natur kennenzulernen, lebte er ein Jahr später wieder in München. 1837 siedelte er nach Bamberg über.

## Werke
Krauss arbeitete zunächst als Porträtmaler und wandte sich dann um 1814 der Landschaftsmalerei zu, die im München dieser Zeit gerade erst an Bedeutung gewann. Seine Motive aus Oberbayern und Franken übertrug er auch in Radierungen und Lithographien, wie zum Beispiel Ansichten aus dem Gasteinertal, vom Tegernsee oder aus Partenkirchen. Werke von Krauss befinden sich in der Staatlichen Graphischen Sammlung München.